# Cyathea azuayensis
Cyathea azuayensis är en ormbunkeart som beskrevs av Sod. Cyathea azuayensis ingår i släktet Cyathea och familjen Cyatheaceae. Inga underarter finns listade.